# Цейтлин, Борис Львович
Борис Львович Цейтлин  (17 февраля 1900, Смоленск, Российская империя — 24 июня 1938, Ставрополь, СССР) — советский партийный деятель, один из основателей и руководителей комсомола. Расстрелян в 1938 г.

## Биография
Борис Львович Цейтлин родился в 1900 году в Смоленске.
Окончил 5-летнюю торговую школу и гимназию.
С 14 лет подрабатывал наемным трудом.
04.1917 — 03.1918 член «Бунда»
6 апреля 1918 — создание Смоленской организации Союза рабочей молодёжи «III Интернационал».
Председателем комитета Союза был избран Б. Цейтлин. Добровольцем ушел в Красную Армию вместе с другими членами Смоленской организации Союза рабочей молодёжи «III Интернационал».)
09.1918 — 02.1919 — рядовой 43-го Московского рабочего полка;
03-08.1919 — командир команды пеших разведчиков;
08-09.1919 — командир батальона ЧОН Смоленска;Здесь он связал в первый раз судьбу с Рябоконем Владимиром Ивановичем.
В 1919 г. Серьезно ранен на фронте, отправлен в госпиталь и демобилизован.
1920 первый секретарь ЦК КСМ в только-что организованной Литовско-Белорусскую ССР. Республика просуществовала всего несколько месяцев (февраль — июль 1919).
1919—1920 секретарь Смоленского уездного городского комитета РКСМ.
1920 из Смоленска выдвигается делегатом на III съезде РКСМ.
16.12.1920 на III съезде РКСМ избирается секретарем ЦК РКСМ
фото — президиум III съезда РКСМ Стоят — слева Ахманов, Цейтлин
сидят — в центре Бухарин, Ютт, Рывкин, Щацкин, 
16.12.1920 — 21.9.1921 секретарь ЦК РКСМ
1921 — Вступает в РКП(б)
1921—1922 — заведующий Агитационно-пропагандистским отделом Ярцевского районного комитета РКП(б) (Смоленская губерния)
ответственный секретарь Ярцевского районного комитета РКП(б) (Смоленская губерния)
1922—1925 — учёба в Московском высшем техническом училище имени Н. Э. Баумана (не окончил)
1924—1925 параллельно учёбе — заместитель ответственного редактора журнала «Красная молодёжь»
По партийной мобилизации (14-я партийная конференция ВКПб (апрель 1925) в целях укрепления инструкторского состава уездных партийных комитетов направить 1 тыс. партийных работников) направлен в Семипалатинскую Губернию где ответственным секретарем губкома был Рябоконь В. И.
1925—1927 — ответственный секретарь Усть-Каменогорского уездного комитета РКП(б) — ВКП(б) (Семипалатинская губерния)
Орджоникидзе после его назначения начальником ЦКК РКИ призвал Цейтлина Б. Л. и многих бывших молодых комсомольцев-коммунистов на обновление рядов ЦКК РКИ (в том числе и других бывших секретарей ЦК РКСМ — Фейгина, Рывкина)
1927 — старший инспектор Центральной контрольной комиссии ВКП(б)
1930 — заместитель заведующего Организационным отделом Центральной контрольной комиссии ВКП(б).
1930—1933 учёба в Московском высшем техническом училище имени Н. Э. Баумана (и опять не окончил) Мобилизован по партийному набору. Решением январского (1933 г.) Пленума ЦК ВКП(Б) и на XVII съезде партии на политотдельскую работу в МТС было послано 17 тыс. коммунистов.) Был послан начальником политотдела и Цейтлин Б. Л.
1933 — начальник Политического отдела Баталпашинской МТС Черкесской АССР , (Северо-Кавказский край) и опять вместе с Рябоконем, который был 2-й секретарем Северо-Кавказского крайкома.
1935—1936 — Первый секретарь Арзгирского райкома ВКП(б).
1937 1-й секретарь Невинномысского районного комитета ВКП(б) (Северо-Кавказский — Оржоникидзевский край)
1937 14 июня — арестован
1938 05 марта Сталин, Молотов, Ворошилов, Жданов утвердили представленный НКВД СССР список лиц, рекомендуемых суду ВК ВС СССР по Орджоникидзевскуму краю по 1-й
категории, то есть с применением Высшей меры наказания (ВМН). Он был в этом списке под номером 59.
1938 24 июня — расстрелян в г. Ставрополе (в то время название города — Орджоникидзе). Места захоронения репрессированных в 1937—1938 г.г. в Ставрополе не установлены.
Реабилитирован в мае 1956.